# Улица Ладо Асатиани
Улица Ладо Асатиани (груз. ლადო ასათიანის ქუჩა) — улица Тбилиси, в исторических районах Старый город и Сололаки под одноимённой горой, на которой находится крепость Нарикала. Проходит от Хлебной площади до развилки на Коджорскую улицу и проезд Асатиани.

## История
Одна из старейших улиц города. Находившаяся вне городских крепостных стен, на плане царевича Вахушти улица показана плотно застроенной в своем начале. До персидского погрома города войсками Ага Мохаммед-хана (1795) в районе улицы находился дворец эриставов Арагви (указан на плане царевича Вахушти 1735 года). В начале XVIII века здесь находился дворец Бебуташвили, который занимал большую территорию различными постройками и садом. Здесь был небольшой бассейн с мраморными львами и каменный бассейн с водой с гор Сололаки, доставлявшейся по трубам.
В 1795 году вся гражданская застройка улицы была разрушена и воссоздавалась уже после вхождения Грузии в состав Российской империи (1805) с возможным изменением трассировки улицы.
Современное название дано в честь грузинского советского поэта Ладо Асатиа́ни (1917—1943). Прежде неоднократно меняла свои названия — в 1841 году Садовая улица, 1843 — Василя Бебутова (Бебутовская), 1922 — Иосифа (Сосо) Иванидзе, с 1923 — Фридриха Энгельса. Современное название получила в 1991 году.
Бывшее Манташевское училище с советских времён занимала средняя школа № 43, в своё время в ней учились многие видные деятели культуры Марлен Хуциев, Александр Эбаноидзе, Булат Окуджава, Микаэл Таривердиев, Рубен Мамулян, Эдуард Хагагортян, Лев Кулиджанов, Евгений Башинджагян, Тельман Зурабян, Фёдор Колунцев (Бархударян) и др. Григорий Бежанов окончил это учебное (тогда — коммерческое училище) заведение ещё в 1917 году.

## Известные жители
д. 4 — в 1941—1942 годах жил в эвакуации композитор А. Б. Гольденвейзер
д. 13 — Бадри Патаркацишвили
д. 21 — Валериан Гуниа (мемориальная доска), Платон Шушания
д. 24 — архитектор Гавриил Термикелов
д. 30 — братья Сименсы.
д. 39 — писатель Александр Эбаноидзе
д. 42-42а — Виктор Амбарцумян
д. 44 — Петре Меликишвили (мемориальная доска)
д. 46 — Коте Абхази (мемориальная доска), Владимир (Чука) Гоготишвили (мемориальная доска).
д. 52 — Леван Агниашвили.
д. 56 — Леван Готуа
В 1944 году в д. 6 к Рюрику Ивневу приходил выдававший себя за сына Есенина авантюрист Василий Есенин.

## Достопримечательности
д. 17/32 на углу с улицей Дадиани, запечатлён на многих картинах грузинских и русских художников. Реконструкция компанией Imposti
д. 18 — бывший дом архитектора Корнелия Татищева (1897)
д. 24 — бывший дом Бебутова
д. 27 — бывший дом М. Калантарова (архитектор Г. А. Саркисян)
д. 28 — бывший пансион благородных девиц (1905, архитектор А. Г. Озеров)
д. 50 — Бывшее Манташевское торговое училище (1910—1911, архитектор Газар Саркисян).
В 1909—1914 годах под Сололакский хребет был прорыт тоннель и сделан второй вход в ботанический сад с улицы Ладо Асатиани (инженер К. Хатисов, совместно с Брайловским). Тоннель действовал до 2004 года, затем был закрыт и переделан под ночной клуб.

## Галерея

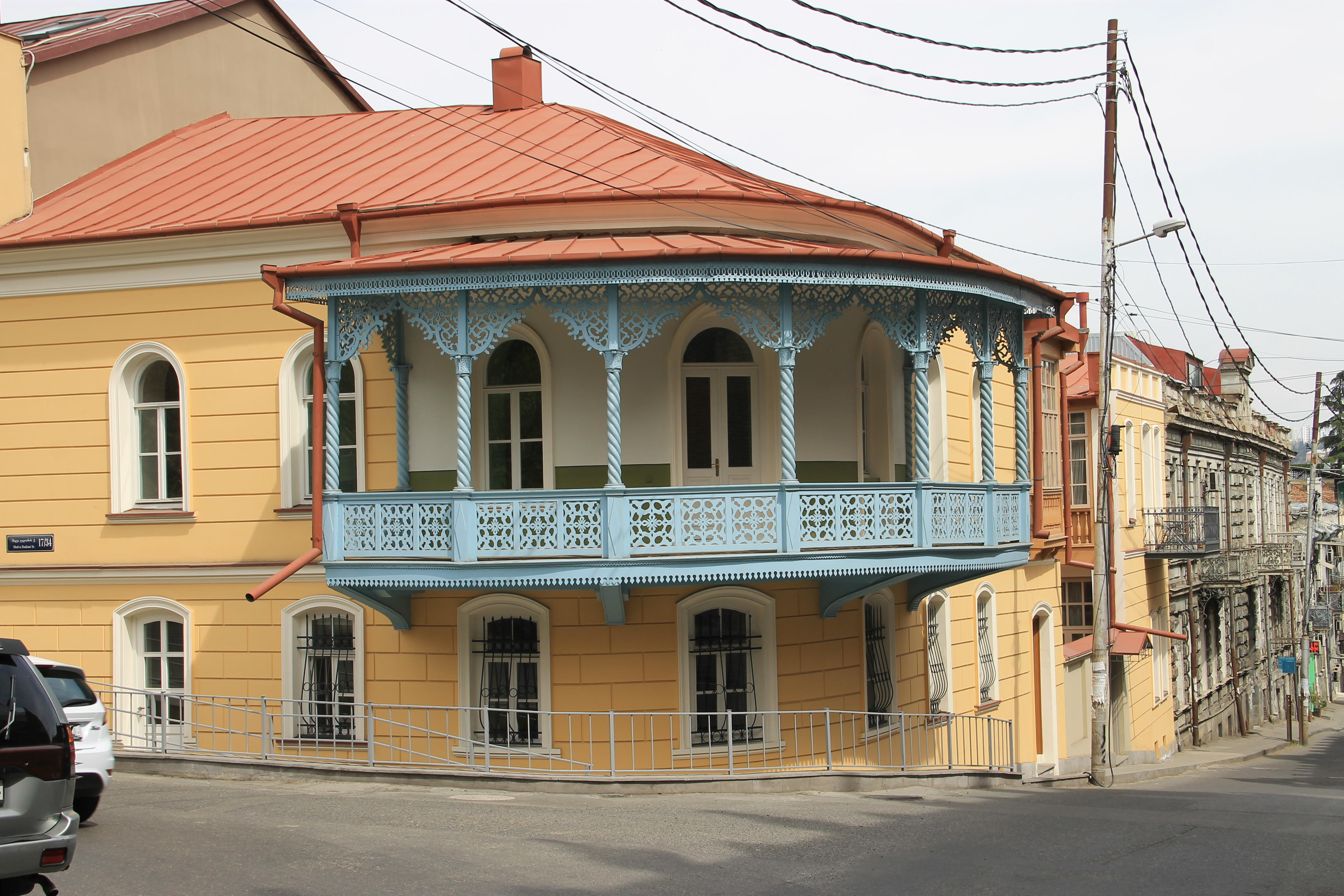
д. 17/32
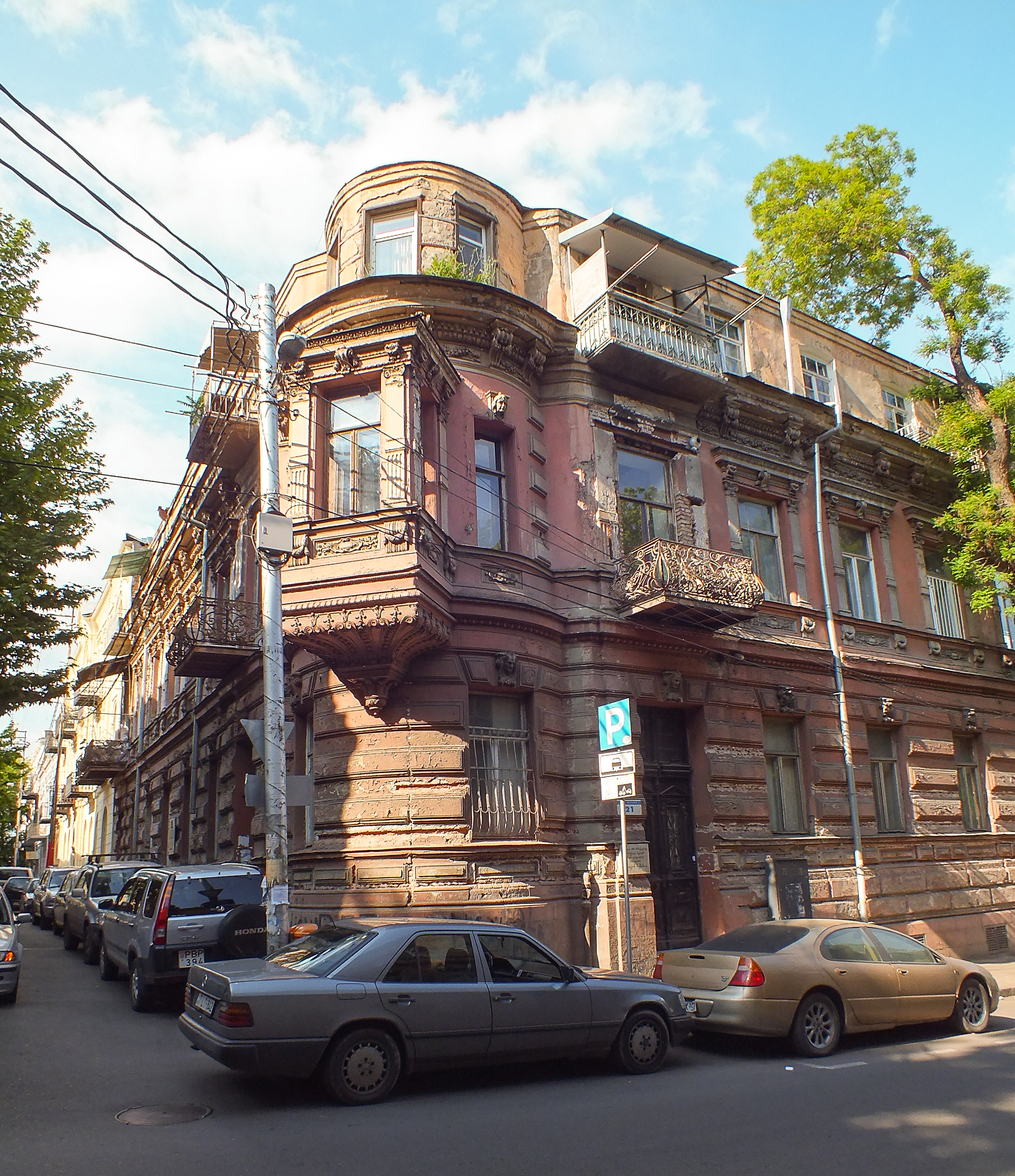
д. 21
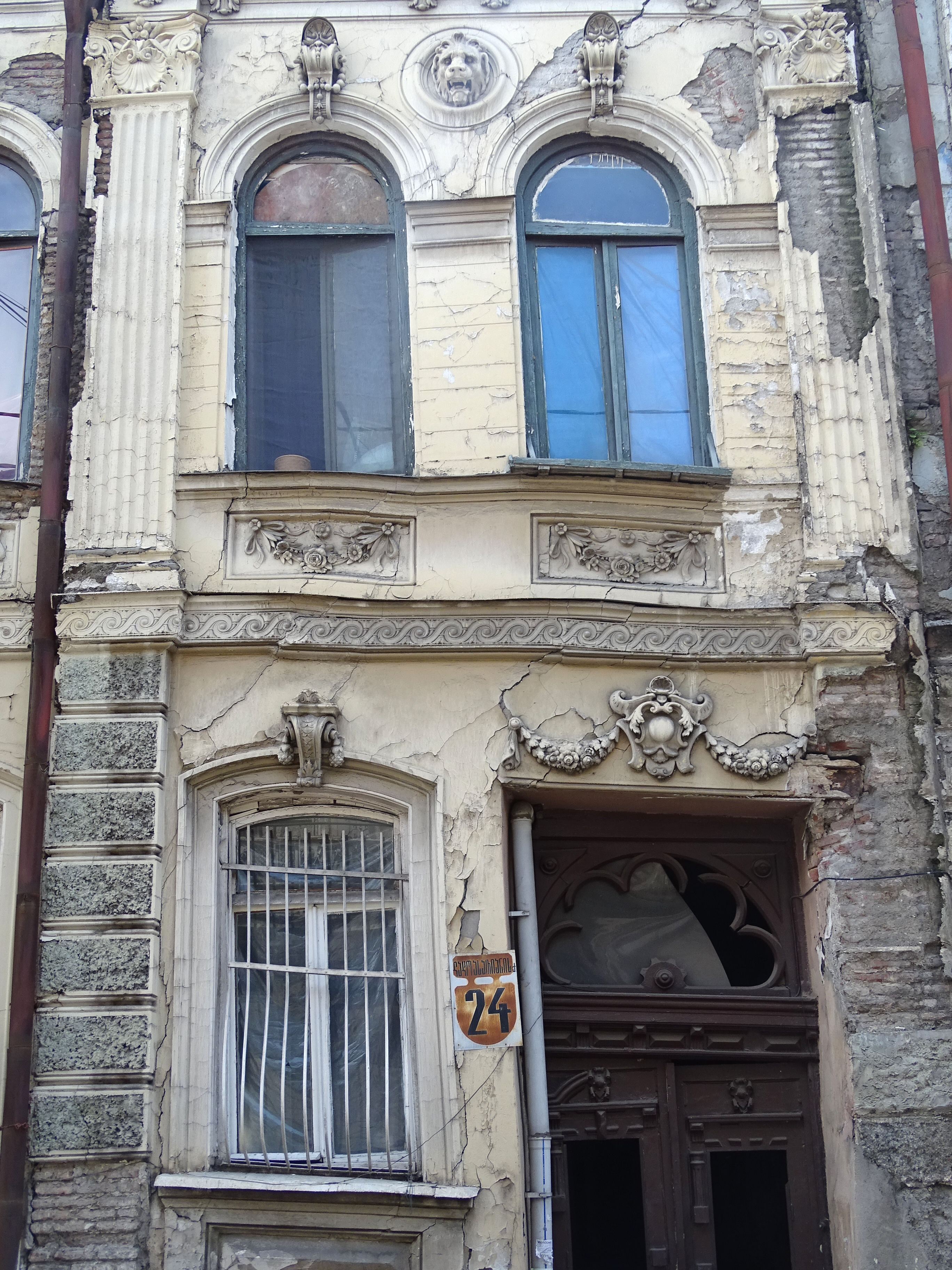
д. 24
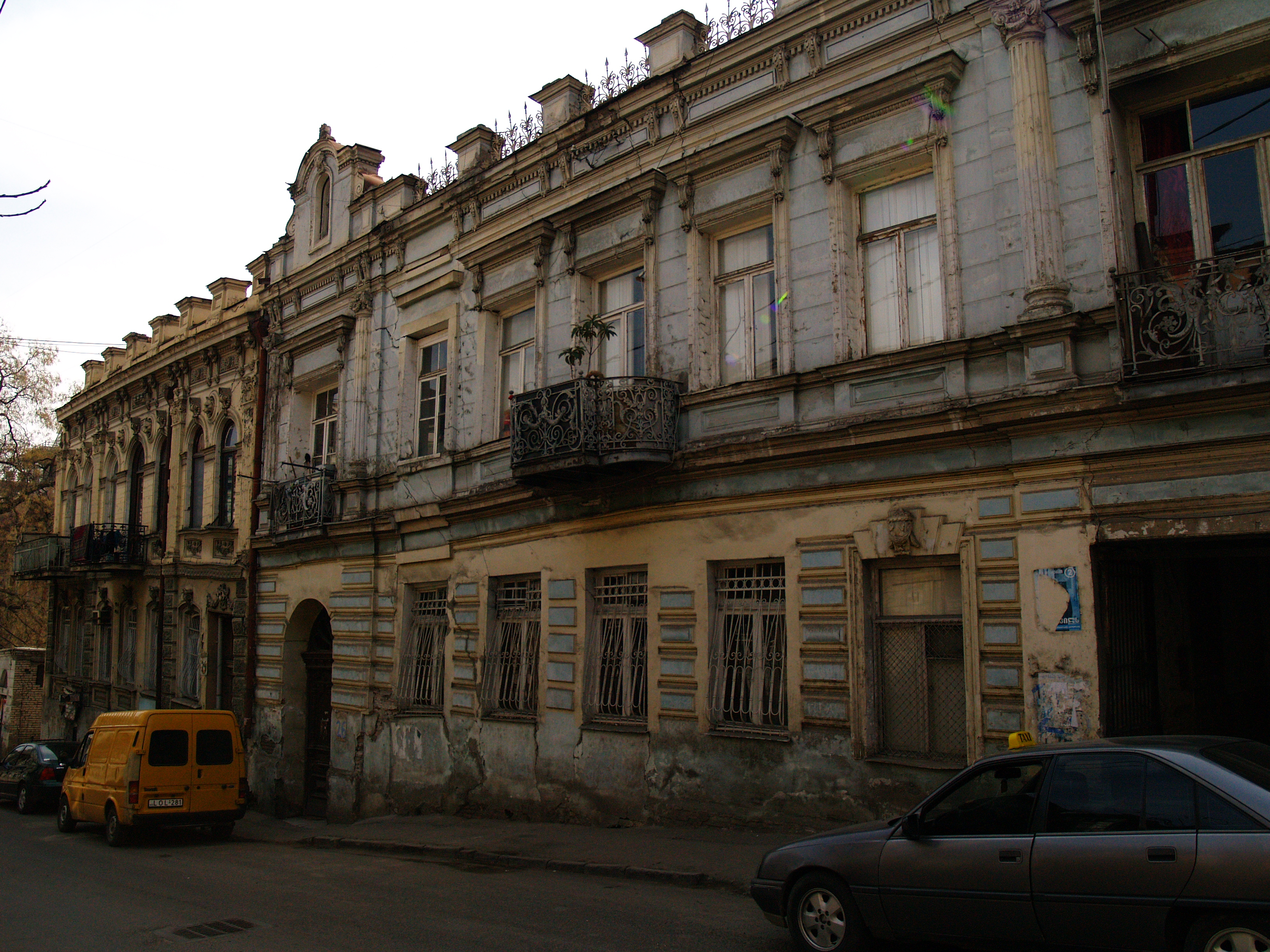
д. 24-26
д. 28